# Cordry Sweetwater Lakes
 (juillet 2025).
Cordry Sweetwater Lakes est une census-designated place située dans le comté de Brown, dans l’État de l'Indiana, aux États-Unis. Lors du recensement de 2020, elle compte 1 274 habitants.